# La Vallée des mammouths
La Vallée des Mammouths est un jeu de société français créé par Bruno Faidutti et illustré par Gérard Mathieu. Il est d'abord édité par Ludodélire puis par Jeux Descartes.

## But du jeu
Pour gagner, un joueur doit soit éliminer toutes les tribus adverses, soit posséder 4 villages/grottes pendant 2 tours. Mais pour cela, il devra faire face aux autres joueurs, aux événements favorables ou défavorables, au problème de nourriture et aux hordes de bêtes féroces qui peuplent le plateau de jeu.
Contrairement à beaucoup d'autres jeux du même type, il se peut qu'aucun joueur ne gagne à la fin d'une partie. Suivant les événements, les animaux deviennent tellement nombreux que les tribus ne font plus le poids.

## Description et règles principales
La Vallée des mammouths envoie les joueurs dans le passé lointain, au temps des hommes des cavernes où règne la loi du plus fort, du plus malin et aussi du plus chanceux. Le principe du jeu se veut surtout drôle. La finalité étant plutôt passer un bon moment de détente entre amis que de vraiment gagner la partie.
Le plateau de jeu se découpe en 37 cases hexagonales sur lesquelles survivent les tribus des joueurs. Chaque case représente une forêt, une montagne, une plaine, un volcan ou un lac. Certaines cases sont séparées par une rivière.
Sur le plateau évoluent les pions des différentes tribus et les animaux sauvages, source de nourriture. Chaque tribu commence avec un village/grotte (village pour les cases plaines et forêts, grotte pour les cases montagnes) ainsi que quelques pions. Il existe six sortes d'animaux (par ordre croissant de valeur en nourriture) : loup, tigre à dents de sabre, ours, bison, rhinocéros laineux et mammouth.
Les dessins des pions et des cartes sont stylisés, humoristiques (les dessins de Mathieu y sont pour beaucoup), absurdes (faire pousser des jambons dans la terre), anachroniques (comme une calculatrice en pierre, la Vénus de Milo ou une voiture en bois avec des roues de pierre dans le plus pur style La Famille Pierrafeu).

### Possibilités du joueur
À la phase de déplacement, le joueur peut déplacer ses pions de deux cases maximum afin d'étendre son territoire, attaquer des joueurs ou des animaux, augmenter son stock de nourriture ou créer un nouveau village/grotte. Ce dernier est indispensable pour la naissance de nouveaux membres de la tribu, et aussi pour gagner.
Il peut faire appel aux cartes Astuce qu'il possède (et qu'il a reçues de manière aléatoire) pour l'aider à arriver à ses fins. Les effets de ces cartes sont multiples : La nage permet de traverser une rivière, la pierre taillée augmente les points d'attaque pendant un combat, etc.
Il peut aussi contracter des alliances avec d'autres joueurs et les enfreindre par la suite si cela lui est favorable.

### Survivre
La première tâche du joueur est que sa tribu puisse survivre tout au long du jeu. La survie est représentée par des jetons de nourriture qui doivent être payés à la banque (tenue par un joueur) au moment prévu, sans quoi les membres de la tribu risquent de mourir de faim. Les possibilités de récolter des points de nourriture sont de l'ordre de cinq : cueillir, pêcher, semer, chasser les animaux sauvages, voler les tribus adverses (éventuellement faire un troc).
Mais récolter ces points de nourriture n'est pas sans risque. La cueillette ne peut se faire qu'en été et il se peut que la forêt prenne feu. Les rivières peuvent déborder et noyer ceux qui pêchent. Les mammouths, rhinocéros laineux et bisons peuvent piétiner les semailles. Les animaux répliquent aux attaques. Et les adversaires peuvent aussi voler la nourriture au joueur.

### Les autres joueurs
Dès les premiers tours, des pions de plusieurs tribus peuvent se trouver dans la même case. S'ensuit un combat au jet de dé. Chaque pion d'une même tribu ajoute 1 point au jet, de sorte qu'il vaut mieux attaquer en nombre. Par exemple, si la tribu bleue attaque avec trois pions, il peut ajouter 3 points à son jet de dé.
Le perdant doit retirer un pion de la partie et les attaquants recommencent jusqu'à ce qu'il ne reste plus qu'une seule tribu dans la case.

### Hasard et événements
Le jeu laisse une grande place au hasard. D'une part par l'utilisation d'un simple jet de dé pour régler un combat, d'autre part par l'intervention d'événements. Ils influencent directement la situation du jeu. Certains sont à usage unique (l'arrivée d'une horde de 4 loups), d'autres durent jusqu'à la fin du tour (un orage réduit la possibilité de déplacement à 1 case) ou jusqu'à la fin de la saison (le fleuve gèle jusqu'à la fin de l'hiver).

## Tour de jeu
Le jeu se déroule en tours (3 en été, 3 en hiver) qui eux-mêmes sont découpés en phase :
1. Événement
2. Arrivée de nouveaux animaux
3. Déplacement des animaux
4. Déplacement et installation des tribus
5. Combats
6. Survie

D'autres phases n'interviennent qu'à certains moments (une phase Naissance est prévue à la fin de chaque saison).

## Éditions
- 1991 : Ludodélire
- 2001 : Jeux Descartes.
- Une extension conçue par Greg Stafford a été publiée en 2007.